# Yoandir Puga
Pour les articles homonymes, voir Puga.
Yoandir Puga Estévez (né le 3 janvier 1988 à Nueva Gerona) est un footballeur cubain, qui évolue au poste d'attaquant.

## Biographie

### Club
Joueur du FC Isla de la Juventud, Puga dispute avec son club la première partie du championnat 2013 avant d'être prêté au FC La Habana pour y finir la saison. Il est à nouveau prêté l'année suivante (au FC Villa Clara) où il finit meilleur buteur du championnat (13 buts marqués) et vice-champion de Cuba.
Il retourne au FC Isla de la Juventud en 2015, profitant du retour du club en première division. Lors de la saison 2017, il est cédé au FC Santiago de Cuba pour y disputer la deuxième partie de la saison. Il y trouve la consécration en remportant le championnat cette même année.

### Sélection
Possédant 11 capes en équipe de Cuba (aucun but marqué), Puga dispute la Gold Cup 2013 (3 matchs) puis la Coupe caribéenne des nations 2014 (4 matchs). 
Il n'est plus rappelé en sélection depuis le 30 mars 2015, après une défaite 3-0 en amical face la Jamaïque.

## Statistiques en club
Note : Sources utilisées : www.elblogdelfutbolcubano.com et www.inder.gob.cu
| Équipes                    | Années                   | Buts en D1 | Buts en D2 |
| -------------------------- | ------------------------ | ---------- | ---------- |
| FC Isla de la Juventud     | 2007-2008                | 3          | -          |
| FC Isla de la Juventud     | 2008-2009                | 15         | -          |
| FC Isla de la Juventud     | 2009-2010                | 14         | 9          |
| FC Isla de la Juventud     | 2011                     | -          | 5          |
| FC Isla de la Juventud     | 2012                     | -          | 7          |
| FC Isla de la Juventud     | 2013                     | 2          | -          |
| FC La Habana (prêt)        | 2013                     | 7          | -          |
| FC Isla de la Juventud     | 2014                     | -          | 0          |
| FC Villa Clara (prêt)      | 2014                     | 13         | -          |
| FC Isla de la Juventud     | 2015                     | 3          | 4          |
| FC Isla de la Juventud     | 2016                     | 8          | 7          |
| FC Isla de la Juventud     | 2017                     | 5          | -          |
| FC Santiago de Cuba (prêt) | 2017                     | 5          | -          |
| Five Islands FC            | 2017-2018                | 13         | -          |
| Five Islands FC            | 2018-2019                | ??         | -          |
| Hoppers FC                 | 2019-2020                |            | -          |
| Total                      | 2007-2017 (Cuba)         | 75         | 32         |
| Total                      | 2017-... (Ant.-et-Barb.) | ??         | -          |

## Palmarès

### En club
- FC Santiago de Cuba
  - Champion de Cuba en 2017.

- FC Villa Clara
  - Vice-champion de Cuba en 2014.

- FC Isla de la Juventud
  - Vainqueur du Torneo de Ascenso 2012.

- Five Islands FC
  - Vice-champion d'Antigua-et-Barbuda en 2017-18.

### Distinctions individuelles
- FC Villa Clara
  - Meilleur buteur du championnat de Cuba en 2014 (13 buts).

- FC Isla de la Juventud
  - Meilleur buteur de l'histoire du club avec 82 buts (D1 et D2 confondues).